# Małgorzata Zarębińska
Małgorzata Marta Zarębińska – polska instrumentalistka, doktor habilitowany sztuki.

## Życiorys
W 1998 r. ukończyła studia instrumentalistyki w Akademii Muzycznej we Wrocławiu, w 2008 r. obroniła pracę doktorską, w 2019 r. habilitowała się na podstawie pracy zatytułowanej GEORGE CRUMB CHAMBER MUSIC. Pracuje na stanowisku profesora uczelni w Instytucie Muzyki, Kolegium Nauk Humanistycznych Uniwersytetu Rzeszowskiego.